# Такер, Пи Джей
Энтони Леон «Пи Джей» Такер (англ. Anthony Leon "P. J." Tucker; род. 5 мая 1985, Роли) — американский профессиональный баскетболист, выступающий за клуб НБА «Нью-Йорк Никс». Играет в амплуа тяжёлого форварда. Был выбран на драфте НБА 2006 года во втором раунде под общим 35-м номером командой «Торонто Рэпторс».

## Профессиональная карьера

### Торонто Рэпторс (2006—2007)
Такер был выбран под 35-м номером на драфте НБА 2006 года командой «Торонто Рэпторс». С «Рэпторс» он подписал контракт на два года 26 июля 2006 года.
5 января 2007 года «Рэпторс» объявили, что Такер был отправлен играть за «Колорадо Фотинерс», фарм-клуб из Д-Лиги. 6 февраля 2007 года «Торонто Рэпторс» вернули его в НБА. 6 марта был повторно отправлен играть за «Колорадо Фотинерс».
24 марта 2007 года Такер был отчислен из «Торонто Рэпторс» для того, чтобы освободить место в составе Люку Джексону. В своём дебютном сезоне в НБА Такер провёл на площадке в общей сложности только 83 минуты. В летней Лиге 2007 года Такер принимал участие в составе «Кливленд Кавальерс».

### Хапоэль (2007—2008)
Сезон 2007/2008 Такер провёл в Израильской Премьер-лиге, выступая за «Хапоэль» (Холон). В финале лиги «Хапоэль» (Холон) одолел «Маккаби» (Тель-Авив), таким образом прервав их четырнадцатилетнюю серию побед в чемпионатах Израиля, а сам Такер получил приз самому ценному игроку чемпионата.

### Донецк (2008—2010)
На сезон 2008/2009 Такер подписал контракт с украинским клубом «Донецк», который только что вышел в высший дивизион чемпионата Украины. Он привёл команду к 2-му месту в лиге и стал участником матча звёзд Украинской суперлиги. В конце сезона Такер получил травму колена, однако это не помешало Такеру закончить сезон с самым высоким показателем набранных очков в среднем за игру в Лиге. 7 октября 2009 года Такер продлил контракт с клубом из Донецка на ещё один сезон.

### Бней ха-Шарон (2010)
После того, как команда прекратила существование он вернулся играть в Израиль, подписав в марте 2010 года контракт с «Бней ха-Шарон» до конца сезона.

### Арис и Сутор (2010—2011)
В августе 2010 года он подписал контракт с греческим клубом «Арис» на один сезон, но был отпущен из команды в марте 2011 года. В апреле он подписал контракт до конца сезона с итальянским клубом «Сутор».

### Брозе Баскет (2011—2012)
В июле 2011 года Такер присоединился к немецкой команде «Брозе Баскет». Он помог клубу выиграть чемпионат Германии 2012 года, а также был признан самым ценным игроком финала.

### Финикс Санз (2012—2017)
Летом 2012 года Такер подписал контракт со «Спартаком» из Санкт-Петербурга. Однако вскоре он отказался от контракта для того, чтобы играть за «Финикс Санз» в Летней Лиге. 1 августа 2012 года он подписал двухгодичный контракт с клубом. В его 1-м матче после возвращения в НБА он набрал 10 очков, сделал 2 подбора, 1 перехват и 1 блок, в проигранном матче против «Голден Стэйт Уорриорз». Почти сразу же он стал активном игроком ротации клуба, среди его преимуществ выделялась хорошая организация обороны. Впервые в стартовом составе «Санз» Такер вышел 31 декабря 2012 года и с тех пор в основном выходил в стартовой пятёрке клуба.
6 апреля 2014 года Такер установил свой личный рекорд результативности, набрав 22 очка в победном матче против «Оклахома-Сити Тандер».
23 июля 2014 года Такер переподписал контракт с клубом на сумму 16,5 миллионов долларов, которые игрок должен получить в течение 3-х лет. В августе 2014 года Такер был отстранён от первых 3-х игр чемпионата за экстремальное вождение автомобилем в нетрезвом состоянии. Он вернулся после дисквалификации 4 ноября 2014 года, приняв участие в игре с «Лос-Анджелес Лейкерс».
26 января 2016 года он сделал рекордные для своей карьеры восемь передач, проиграв «Филадельфия Севенти Сиксерс». 14 марта он набрал рекордные 23 очка в победной игре над «Миннесота Тимбервулвз» со счетом 107–104 . Он превысил этот показатель 7 апреля, набрав 24 очка в победном матче над «Хьюстон Рокетс» со счетом 124–115. Он сыграл во всех 82 играх за «Санз» в сезоне 2015/16, став единственным игроком в команде, сделавшим это.

### Возвращение в Торонто (2017)
23 февраля 2017 года Такер был обменян в «Торонто Рэпторс» на Джареда Саллинджера, драфт-пики второго раунда 2017 и 2018 годов и денежную компенсацию. На следующий день, в своей первой игре в составе «Рэпторс» с 2007 года, Такер набрал 10 подборов и 9 очков в победе над «Бостон Селтикс». 15 апреля 2017 года, проведя 418 игр за семь сезонов, Такер дебютировал в плей-офф, когда «Рэпторс» проиграли «Милуоки Бакс» в первой игре серии первого раунда плей-офф. «Рэпторс» победили «Бакс» в шести матчах и вышли во второй раунд, где встретились с «Кливленд Кавальерс».

### Хьюстон Рокетс (2017—2021)
6 июля 2017 года Такер подписал четырехлетний контракт с «Хьюстон Рокетс» на сумму 32 миллиона долларов.  В своем дебюте за «Рокетс» в открытии сезона 17 октября 2017 года Такер набрал 20 очков в победе над «Голден Стэйт Уорриорз». 30 марта 2018 года он набрал 18 очков и сделал максимальные в карьере пять трехочковых попаданий в победе над «Санз». В пятой игре второго раунда серии против «Юты Джаз» Такер набрал 19 очков и установил новый карьерный максимум в плей-офф. Во второй игре финала Западной конференции против «Голден Стэйт Уорриорз» Такер установил новый карьерный максимум в плей-офф, набрав 22 очка, что помогло «Рокетс» сравнять счет в серии.
7 января 2019 года Такер установил карьерный рекорд, забросив семь трехочковых и набрав максимальные в сезоне 21 очко в победе над «Денвер Наггетс».
11 марта 2021 года, когда приближался дедлайн обменов, Такер по взаимному согласию с главным тренером Стивеном Сайласом решил больше не играть за клуб, пока обе стороны не найдут подходящее решение. Это произошло после того, как Джеймс Харден покинул «Рокетс» в начале сезона. До своего ухода из клуба в сезоне 2020/21 Такер показывал минимальные в карьере показатели по количеству очков за игру (4,4), проценту попаданий с игры (36,6%) и проценту трехочковых (31,4%).

### Милуоки Бакс (2021)
19 марта 2021 года Такер был обменян в «Милуоки Бакс» вместе с Родионом Куруцом на Ди Джей Огастина и Ди Джей Уилсона; команды также обменялись драфт-пиками. Такер дебютировал 20 марта 2021 года в победе над «Сан-Антонио Сперс», набрав 0 очков, 3 подбора и 1 блок за 13 минут.
10 июня 2021 года Такер сыграл ключевую роль в победе «Бакс» над «Бруклин Нетс», в которой игрок хорошо отыграл в защите, из-за чего Кевин Дюрант набрал нехарактерно мало очков. В четвертой игре Такер набрал 13 очков и сделал 7 подборов.
В 6-й игре финала Восточной конференции против «Атланты Хокс» Такер набрал всего 5 очков (но включая трехочковое попадание в конце четвертой четверти, которое помогло одержать победу) и 8 подборов. Эта победа означала, что Такер и «Бакс» выйдут в финал НБА, что стало первым участием в финале для игрока и первым участием в финале с 1974 года для клуба.
20 июля 2021 года Такер и «Бакс» победили «Финикс Санз» в шестой игре финала НБА 2021 года. Это стало первым чемпионством для игрока и первым чемпионством с 1971 года для «Милуоки Бакс». В серии Такер проводил в среднем 31,3 минуты, набирая 4,0 очка, 3,8 подбора, 1,2 передачи, 1,0 перехвата, при этом он в основном специализировался на опеке Девина Букера и Джея Краудера.
Несмотря на то, что за время игры в «Бакс» Такер провел всего 43 игры за один календарный год, 23 из которых пришлись на плей-офф, игрок стал любимцем болельщиков в Милуоки.

### Майами Хит (2021—2022)
7 августа 2021 года Такер подписал контракт с командой «Майами Хит». 13 декабря в матче против «Кавальерс» Такер набрал 23 очка, сделал 9 подборов и 5 передач.

### Филадельфия Севенти Сиксерс (2022—2023)
6 июля 2022 года Такер подписал трехлетний контракт с «Филадельфией Севенти Сиксерс» на сумму 33,2 миллиона долларов. 25 февраля 2023 года Такер набрал максимальные за сезон 16 подборов и семь очков в матче против «Бостон Селтикс».

### Лос-Анджелес Клипперс (2023—2025)
1 ноября 2023 года «Лос-Анджелес Клипперс» приобрели Такера, Джеймса Хардена и Филипа Петрушева у «Филадельфии» в обмен на Маркуса Морриса-старшего, Николя Батума, Кеньона Мартина-младшего и Роберта Ковингтона. В рамках обмена «Клипперс» передали «Сиксерс» выбор в первом раунде, два выбора во втором раунде, обмен выбора и денежное вознаграждение, а «Оклахома-Сити Тандер» отправили обмен выбора и денежное вознаграждение. 15 февраля 2024 года Такер был оштрафован НБА на 75 000 долларов за публичное требование обмена, после того как был исключен из активной ротации Клипперс. Перед началом сезона 2024/25 Клипперс объявили, что Такер не будет в составе команды в обозримом будущем. 6 февраля 2025 года Такер был отдан в «Торонто Рэпторс» в ходе обмена с участием пяти команд, включая переход Джимми Батлера в «Уорриорз». 28 февраля 2025 года «Рэпторс» отказались от него.

### Нью-Йорк Никс (2025—настоящее время)
10 марта 2025 года «Нью-Йорк Никс» подписали с Такером 10-дневный контракт. 20 марта 2025 года «Никс» подписали с Такером новый 10-дневный контракт. 31 марта 2025 года «Никс» подписали с игроком двухлетний контракт с опцией команды на второй год.

## Статистика

### Статистика в НБА
| Сезон                                                                                    | Команда     | Регулярный сезон | Регулярный сезон | Регулярный сезон | Регулярный сезон | Регулярный сезон | Регулярный сезон | Регулярный сезон | Регулярный сезон | Регулярный сезон | Регулярный сезон | Регулярный сезон | Серия плей-офф | Серия плей-офф | Серия плей-офф | Серия плей-офф | Серия плей-офф | Серия плей-офф | Серия плей-офф | Серия плей-офф | Серия плей-офф | Серия плей-офф | Серия плей-офф |
| Сезон                                                                                    | Команда     | GP               | GS               | MPG              | FG%              | 3P%              | FT%              | RPG              | APG              | SPG              | BPG              | PPG              | GP             | GS             | MPG            | FG%            | 3P%            | FT%            | RPG            | APG            | SPG            | BPG            | PPG            |
| ---------------------------------------------------------------------------------------- | ----------- | ---------------- | ---------------- | ---------------- | ---------------- | ---------------- | ---------------- | ---------------- | ---------------- | ---------------- | ---------------- | ---------------- | -------------- | -------------- | -------------- | -------------- | -------------- | -------------- | -------------- | -------------- | -------------- | -------------- | -------------- |
| 2006/07                                                                                  | Торонто     | 17               | 0                | 4,9              | 50,0             | -                | 57,1             | 1,4              | 0,2              | 0,1              | 0,0              | 1,8              | Не участвовал  | Не участвовал  | Не участвовал  | Не участвовал  | Не участвовал  | Не участвовал  | Не участвовал  | Не участвовал  | Не участвовал  | Не участвовал  | Не участвовал  |
| 2012/13                                                                                  | Финикс      | 79               | 45               | 24,2             | 47,3             | 31,4             | 74,4             | 4,4              | 1,4              | 0,8              | 0,2              | 6,4              | Не участвовал  | Не участвовал  | Не участвовал  | Не участвовал  | Не участвовал  | Не участвовал  | Не участвовал  | Не участвовал  | Не участвовал  | Не участвовал  | Не участвовал  |
| 2013/14                                                                                  | Финикс      | 81               | 81               | 30,7             | 43,1             | 38,7             | 77,6             | 6,5              | 1,7              | 1,4              | 0,3              | 9,4              | Не участвовал  | Не участвовал  | Не участвовал  | Не участвовал  | Не участвовал  | Не участвовал  | Не участвовал  | Не участвовал  | Не участвовал  | Не участвовал  | Не участвовал  |
| 2014/15                                                                                  | Финикс      | 78               | 63               | 30,6             | 43,8             | 34,5             | 72,7             | 6,4              | 1,6              | 1,4              | 0,3              | 9,1              | Не участвовал  | Не участвовал  | Не участвовал  | Не участвовал  | Не участвовал  | Не участвовал  | Не участвовал  | Не участвовал  | Не участвовал  | Не участвовал  | Не участвовал  |
| 2015/16                                                                                  | Финикс      | 82               | 80               | 31,0             | 41,1             | 33,0             | 74,6             | 6,2              | 2,2              | 1,3              | 0,2              | 8,0              | Не участвовал  | Не участвовал  | Не участвовал  | Не участвовал  | Не участвовал  | Не участвовал  | Не участвовал  | Не участвовал  | Не участвовал  | Не участвовал  | Не участвовал  |
| 2016/17                                                                                  | Финикс      | 57               | 17               | 28,5             | 41,5             | 33,8             | 79,2             | 6,0              | 1,3              | 1,5              | 0,2              | 7,0              | Не участвовал  | Не участвовал  | Не участвовал  | Не участвовал  | Не участвовал  | Не участвовал  | Не участвовал  | Не участвовал  | Не участвовал  | Не участвовал  | Не участвовал  |
| 2016/17                                                                                  | Торонто     | 24               | 4                | 25,4             | 40,6             | 40,0             | 68,8             | 5,4              | 1,1              | 1,3              | 0,2              | 5,8              | 10             | 1              | 25,1           | 36,7           | 32,1           | 62,5           | 5,7            | 1,1            | 0,6            | 0,3            | 5,0            |
| 2017/18                                                                                  | Хьюстон     | 82               | 34               | 27,8             | 39,0             | 37,1             | 71,7             | 5,6              | 0,9              | 1,0              | 0,3              | 6,1              | 17             | 17             | 33,5           | 48,1           | 46,7           | 66,7           | 6,5            | 1,3            | 0,6            | 0,8            | 8,9            |
| 2018/19                                                                                  | Хьюстон     | 82               | 82               | 34,2             | 39,6             | 37,7             | 69,5             | 5,8              | 1,2              | 1,6              | 0,5              | 7,3              | 11             | 11             | 38,7           | 45,5           | 45,6           | 82,6           | 7,5            | 1,7            | 1,7            | 0,7            | 11,4           |
| 2019/20                                                                                  | Хьюстон     | 72               | 72               | 34,3             | 41,5             | 35,8             | 81,3             | 6,6              | 1,6              | 1,1              | 0,5              | 6,9              | 12             | 12             | 34,5           | 39,8           | 37,3           | -              | 7,2            | 1,5            | 1,1            | 0,3            | 7,9            |
| 2020/21                                                                                  | Хьюстон     | 32               | 32               | 30,0             | 36,6             | 31,4             | 78,3             | 4,6              | 1,4              | 0,9              | 0,6              | 4,4              | Не участвовал  | Не участвовал  | Не участвовал  | Не участвовал  | Не участвовал  | Не участвовал  | Не участвовал  | Не участвовал  | Не участвовал  | Не участвовал  | Не участвовал  |
| 2020/21                                                                                  | Милуоки     | 20               | 1                | 19,8             | 39,1             | 39,4             | 60,0             | 2,8              | 0,8              | 0,5              | 0,1              | 2,6              | 23             | 19             | 29,6           | 38,8           | 32,2           | 75,0           | 4,8            | 1,1            | 1,0            | 0,1            | 4,3            |
| 2021/22                                                                                  | Майами      | 71               | 70               | 27,9             | 48,4             | 41,5             | 73,8             | 5,5              | 2,1              | 0,8              | 0,2              | 7,6              | 18             | 18             | 28,3           | 49,5           | 45,1           | 68,8           | 5,7            | 1,8            | 0,8            | 0,3            | 7,9            |
| 2022/23                                                                                  | Филадельфия | 75               | 75               | 25,6             | 42,7             | 39,3             | 82,6             | 3,9              | 0,8              | 0,5              | 0,2              | 3,5              | 11             | 11             | 26,7           | 37,3           | 35,0           | 66,7           | 4,5            | 1,5            | 1,2            | 0,3            | 4,9            |
| 2023/24                                                                                  | Филадельфия | 3                | 3                | 22,1             | 40,0             | 40,0             | -                | 4,7              | 0,0              | 1,0              | 0,7              | 2,0              | Не участвовал  | Не участвовал  | Не участвовал  | Не участвовал  | Не участвовал  | Не участвовал  | Не участвовал  | Не участвовал  | Не участвовал  | Не участвовал  | Не участвовал  |
| 2023/24                                                                                  | Клипперс    | 28               | 7                | 15,0             | 35,6             | 36,7             | 100,0            | 2,5              | 0,6              | 0,5              | 0,2              | 1,6              | 2              | 1              | 15,3           | 66,7           | 75,0           | -              | 1,5            | 0,0            | 0,0            | 0,0            | 5,5            |
|                                                                                          | Всего       | 883              | 666              | 28,2             | 42,5             | 36,6             | 75,0             | 5,4              | 1,4              | 1,1              | 0,3              | 6,6              | 104            | 90             | 30,5           | 43,6           | 40,4           | 72,2           | 5,8            | 1,4            | 0,9            | 0,4            | 7,0            |
| Наведите курсор мыши на аббревиатуры в заголовке таблицы, чтобы прочесть их расшифровку. |             |                  |                  |                  |                  |                  |                  |                  |                  |                  |                  |                  |                |                |                |                |                |                |                |                |                |                |                |

### Статистика в NCAA
| Сезон | Команда | Conf   | Class | GP | GS | MPG  | FG%  | 3P%  | FT%  | RPG | APG | SPG | BPG | PPG  |
| --- | ------- | ------ | ----- | -- | -- | ---- | ---- | ---- | ---- | --- | --- | --- | --- | ---- |
| 2003/04 | Техас   | Big 12 | FR    | 33 | 16 | 22,5 | 54,7 | -    | 65,0 | 6,8 | 0,8 | 0,9 | 0,2 | 10,4 |
| 2004/05 | Техас   | Big 12 | SO    | 17 | 16 | 29,4 | 52,6 | 0,0  | 71,6 | 8,0 | 2,2 | 1,2 | 0,2 | 13,7 |
| 2005/06 | Техас   | Big 12 | JR    | 37 | 37 | 34,5 | 51,5 | 66,7 | 74,7 | 9,5 | 2,9 | 1,8 | 0,4 | 16,1 |
| Всего | Всего   | Всего  | Всего | 87 | 69 | 28,9 | 52,6 | 50,0 | 71,1 | 8,2 | 2,0 | 1,3 | 0,3 | 13,4 |
| Наведите курсор мыши на аббревиатуры в заголовке таблицы, чтобы прочесть их расшифровку Статистика приведена с сайта sports-reference.com |         |        |       |    |    |      |      |      |      |     |     |     |     |      |

### Статистика в других лигах
| Сезон | Команда   | Лига               | GP | GS | MPG  | FG%  | 3P%  | FT%  | RPG | APG | SPG | BPG | PFL | TOV | PPG  |
| --- | --------- | ------------------ | -- | -- | ---- | ---- | ---- | ---- | --- | --- | --- | --- | --- | --- | ---- |
| 2010/11 | Все клубы | Все лиги           | 15 | 15 | 34,0 | 52,6 | 41,7 | 62,9 | 7,2 | 2,0 | 1,1 | 0,2 | 2,5 | 2,3 | 14,4 |
| 2010/11 | Арис      | Кубок Европы       | 12 | 12 | 33,9 | 54,2 | 47,6 | 65,0 | 7,2 | 1,7 | 0,8 | 0,3 | 2,3 | 2,4 | 14,9 |
| 2010/11 | Сутор     | Чемпионат Италии   | 3  | 3  | 34,3 | 47,1 | 0,0  | 50,0 | 7,3 | 3,3 | 2,7 | 0,0 | 3,3 | 1,7 | 12,3 |
| 2011/12 | Все клубы | Все лиги           | 54 | 43 | 26,6 | 57,3 | 46,1 | 75,3 | 6,9 | 1,5 | 1,1 | 0,3 | 1,7 | 1,6 | 14,9 |
| 2011/12 | Брозе     | Чемпионат Германии | 44 | 40 | 27,4 | 58,4 | 47,5 | 77,0 | 7,1 | 1,4 | 1,2 | 0,3 | 1,6 | 1,7 | 16,2 |
| 2011/12 | Брозе     | Евролига           | 10 | 3  | 23,1 | 50,0 | 0,0  | 63,3 | 6,2 | 1,6 | 0,5 | 0,1 | 2,2 | 1,3 | 8,9  |
| Всего | Всего     | Всего              | 69 | 58 | 28,2 | 56,2 | 45,2 | 72,5 | 7,0 | 1,6 | 1,1 | 0,3 | 1,9 | 1,8 | 14,8 |
| Наведите курсор мыши на аббревиатуры в заголовке таблицы, чтобы прочесть их расшифровку Статистика приведена с сайта basketball.realgm.com |           |                    |    |    |      |      |      |      |     |     |     |     |     |     |      |